# سوزان والش
سوزان والش (بالإنجليزية: Disappearance of Susan Walsh)‏ هي صحفية أمريكية، ولدت في 18 فبراير 1960 في Wayne, New Jersey ‏ في الولايات المتحدة.